# Paulina Rytwińska
Paulina Rytwińska (ur. 4 czerwca 1982) – polska piłkarka grająca na pozycji obrońcy.
Przez wiele lat zawodniczka Medyka Konin, z którym wywalczyła dwa Puchary Polski (2004/2005 i 2005/2006) i trzykrotnie była jego finalistką (2000/2001, 2002/2003 i 2003/2004). Następnie w Unii Racibórz.
Reprezentantka Polski, debiutowała 5 maja 2002. Uczestniczka eliminacji do Mistrzostw Świata 2003 i MŚ 2007, kwalifikacji do Mistrzostw Europy 2005 i ME 2009. W sumie 24 mecze i 4 gole. Ma za sobą także 24 występy i 3 zdobyte bramki w kadrze U-18.